# Róbert Hupka
Róbert Hupka (ur. 30 lipca 1982 w Powaskiej Bystrzycy) – słowacki siatkarz, grający na pozycji atakującego. Od sezonu 2017/2018 występuje w drużynie VK Ekonóm SPU Nitra.

## Sukcesy klubowe
Mistrzostwo Słowacji:
- 2001, 2018

Puchar Polski:
- 2004

Puchar Niemiec:
- 2006, 2007, 2008, 2011, 2013

Mistrzostwo Niemiec:
- 2006, 2007, 2008, 2009
- 2012
- 2011, 2013

Liga Mistrzów:
- 2007

Mistrzostwo Czech:
- 2014
- 2015

## Sukcesy reprezentacyjne
Liga Europejska:
- 2011
- 2007